# 生目台東
生目台東（いきめだいひがし）とは、宮崎県宮崎市の地名。生目台地域自治区に属している。郵便番号は880-0942。1丁目から5丁目を設置するが住居表示実施地域である。

## 地理
宮崎市の旧市街西部の丘陵地帯に形成されたニュータウンである生目台団地の一部を構成する。生目台公園を境におおよそ西側が生目台西となる。北川内町・大塚町・生目台西・大塚台西と接する。

## 歴史
- 1985年 - 生目・大塚町・北川内町・大塚台西3丁目のそれぞれ一部をもって生目台東1-5丁目が誕生

## 世帯数と人口
2023年（令和5年）3月1日現在の世帯数と人口は以下の通りである。
| 町丁          | 世帯数  | 人口   |
| ------------- | ------- | ------ |
| 生目台東1丁目 | 272世帯 | 576人  |
| 生目台東2丁目 | 286世帯 | 579人  |
| 生目台東3丁目 | 509世帯 | 1050人 |
| 生目台東4丁目 | 593世帯 | 1222人 |
| 生目台東5丁目 | 165世帯 | 372人  |

## 小・中学校の学区
市立小・中学校に通う場合、学区は以下の通りとなる。
生目台西小学校の廃止により、生目台地域自治区に住む小学生は全て生目台東小学校への通学となった。なお、区域変更による改名は実施されていないが、変更後より通称「生目台の小学校」と呼ばれている。
| 町名         | 小学校                 | 中学校               |
| ------------ | ---------------------- | -------------------- |
| 生目台東全域 | 宮崎市立生目台東小学校 | 宮崎市立生目台中学校 |

## 交通

### バス
宮交グループの運営するバスが営業している。

### 道路
- 宮崎県道9号宮崎西環状線

## 施設
- 宮崎市役所生目台地域事務所
- 宮崎市立生目台東小学校
- 宮崎市立生目台中学校
- 宮崎市消防局南消防署中部出張所
- 生目台公園